# Chris Johnson (boxe anglaise)
Chris Johnson est un boxeur canadien d'origine jamaïcaine né le 8 août 1971 à Manchester (Jamaïque).

## Carrière
Il participe aux Jeux olympiques de Barcelone en 1992 en combattant dans la catégorie des poids moyens. Il y remporte la médaille de bronze. Lors des championnats du monde de Sydney en 1991, il remporte également la médaille de bronze.

### Parcours auxJeux olympiques
Jeux olympiques d'été de 1992 à Barcelone (poids moyens) :
- Bat Mohamed Siluvangi (Zaïre) par arrêt de l'arbitre au 3e round
- Bat Stefan Trendafilov (Bulgarie) par arrêt de l'arbitre au 1er round
- Perd contre Chris Byrd (États-Unis) 3-17

## Vie privée
Il est le mari de la boxeuse Natalie Brown.